# Provinciale weg 361
Der Provinciale weg 361 (kurz: N361) ist eine niederländische Landstraße in den Provinzen Friesland und Groningen, die von der Stadt Groningen über Lauwersoog bis Rijperkerk verläuft.
Der friesische Teil der Straße wird auch Lauwersseewei (westfriesisch für Lauwerseestraße) genannt.
In Rijperkerk schließt die Straße an die N355 Richtung Leeuwarden an.
Die Straße beginnt in Groninger Norden am Van Starkenborghkanaal und verläuft durch Adorp und Sauwerd. Bei Winsum kreuzt er in einem Kreisverkehr die N363. Zwischen Mensingeweer und Ulrum verläuft die Straße auf der Trasse der ehemaligen Bahnstrecke Winsum–Zoutkamp (Marnelijn), welche nur von 1922 bis 1942 bestand.
Zwischen Oudkerk und Dokkum und zwischen Dokkum-Noord und Lauwersoog ist die N361 eine Autostraße.
Aufgrund der Tatsache, dass die Straße die einzige Autostraße von Dokkum in Richtung Leeuwarden ist, wird diese Straße auch als Hauptverbindungsweg zwischen diesen beiden Orten genutzt. Die Straße durchschneidet die Ortskerne und beeinträchtigt so das Leben der Anwohner. 
Dadurch, dass Dokkum mit der N356 eine gute vierspurige Verbindung mit Hurdegaryp erhält, wird die N361 entlastet. Die Anwohner haben vorgeschlagen ähnliche Maßnahmen zur Verkehrsberuhigung auch für die Autostraße zwischen Oudkerk (westfriesisch Aldtsjerk) und Dokkum zu unternehmen.

## Neugestaltung
In der Vergangenheit wurden Pläne gemacht, Winsum, Sauwerd und Adorp eine Umgehungsstraße zu verschaffen, um den Verkehr um die Ortskerne herum zu lenken. Die Überlegung zur Umgehung bei Winsum wurde fallen gelassen, da die N361 ohnehin am Ortsrand verläuft. Die Planungen, den Verlauf in Richtung Groningen neu zu gestalten, wurden am 24. Januar 2011 durch die Gemeindeverwaltung Winsum am 24. Januar 2011 abgelehnt. Der geplante Verlauf rief zu viel Widerstand bei den Landwirten und Naturschützern hervor. Die neue Provinzregierung von Groningen hat am 4. April 2011 ebenfalls bekannt gegeben, dass sie die Planung zu einem Neubau der N361 nun ganz aufgegeben hat.
Vor wenigen Jahren wurde jedoch aufgrund der vielen Probleme, die die stark genutzte Straße auf ihren rd. 37 Kilometern zwischen Groningen und Lauwersoog hat, in Zusammenarbeit aller anliegenden Gemeinden ein Programm aufgelegt („Project N361 Veilig“), welches die Sicherheit (ndl. Veilig) und den Verkehrsfluss signifikant verbessern soll. Umbaumaßnahmen, Reparaturen, Verbreiterungen und neu gestaltete Kreuzungsbereiche wurden zum Teil bereits 2015 begonnen. So sollen, zusammen mit vermehrten Verkehrskontrollen, die bestehenden Unfallzahlen drastisch um mindestens 50 % gesenkt werden: Von heute 70 Unfällen pro Jahr auf 35 Unfälle pro Jahr und die Unfälle mit Todesfolge von 15 Verkehrstoten im Jahr auf maximal sieben tödlich Verunglückte im Jahr.